# Навроцький Володимир Михайлович
Володи́мир Миха́йлович Навро́цький (псевдоніми: Василь Н., Онисим, Сіроманець; 18 листопада 1847 року, Котузів, Королівство Галичини та Володимерії, Австро-Угорщина — 16 березня 1882 року, Ряшів) — український економіст, статистик і публіцист.

## Життєпис
У 1866 році закінчив цісарсько-королівську гімназію в Станиславові (тепер Україна).
Під час навчання у Львівському університеті (1866—1871 роки) одним із найактивніших народовців товариства «Просвіта», часопису «Правда» (ініціятор створення). Співорганізатор студентських громад у Галичині. З 1867 р. відповідальний секретар українського товариства «Просвіта». З 1871 року очолював студентське товариство «Дружній лихвар».
З 1873 року проводив економічно-статистичні дослідження.
Працював як фінансовий урядовець в Ряшеві (тепер Польща), актором.
Ідеолог «органічної праці на користь народу». Належав до лівого крила народовців. Підтримував зв'язки з Михайлом Драгомановим, Мелітоном Бучинським, Володимиром Барвінським та ін. Статті з економічних питань друкував у «Правді», «Ділі», «Киевском телеграфе», «Вестнике Европы», «Одесском Вестнике». Його праця «Піянство І пропінація в Галичині» надрукована в Женеві («Громада» М. Драгоманова). За редакцією І. Франка вийшов у 1884 році тільки один том із запланованого повного зібрання творів В. Навроцького, який видав його приятель Остап Терлецький, написавши передмову — «Згадку про житє» цього письменника.
Твори В. Навроцького видав Іван Франко (присвятив його пам'яті вірш) заходом «Етнографічно-статистичного кружка» у 1884 р.; вони опубліковані в «Етнографічному збірнику» НТШ (т.5, 1898 р.; зокрема, кілька колискових пісень, записаних у селі Голгоча; поезії—  в альманасі «Струни» у Львові (1925 р.), перевидано 1992 р. в колективній збірці «Акорди».

## Наукова діяльність
У своїх працях вчений зобразив колоніальний характер економіки Галичини у складі Австро-Угорщини. Простежуючи еволюцію селянських господарств у Галичині XIX ст., В. Навроцький першим розкрив усі їх зміни в перехідний період від натуральної до ринкової економіки.
Автор праць:
- Економіка: «Реформи домового порядку» (1874 р.), «Чого нас коштує пропінація», «Руська народність в школах галицьких» (обидві 1876 р.), «Класові інтереси і інтереси народу» (1877 р.) та ін.
- Фолкльор, етнографія, історія: «Руська родина» (1867 р.), «Народні приказки», «Весілля в Котузові» (обидві 1869 р.). «До світогляду українського народу», «Дещо про козаків-запорожців і про їх ради військові» (обидві 1870 р.) та ін.
- Рецензія на І-й том збірника «Исторические песни малорусского народа» В. Антоновича та М. Драгоманова
- Ліричні поезії, художньо-публіцистичні нариси.[2]

## Видання творів В.Навроцького
- Твори Володимира Навроцького : видання посмертне з життєписом / В. Навроцький; авт. передм. О. Терлецький; Етнографічно-статистичний кружок, Академічне братство. – Львів: друк. тов. ім. Шевченка, 1884. – XLVIII, 204 с.
- Географічно-етнографічні та статистично-економічні праці / В. М. Навроцький; Львів. нац. ун-т ім. І.Франка. — Л., 2004. — 579 c.
- Навроцький В. Добраніч родині; До ластівки: Вірші // Акорди. — К.,1992. — С. 138 −139; Тернопіль. — 1993. — № 3. — С. 25.
- Навроцький В. Родині: Вірш // Теребовлянщина: Краєзнавчий і літературно-мистецький альманах-календар на 2001 р. — Тернопіль, 2001. — С. 298.